# Réseau d'oléoducs de la Baltique
Le réseau d'oléoducs de la Baltique (en russe : Балти́йская трубопрово́дная систе́ма, sigle БТС) est un système de transport de pétrole exploité par la société d'oléoducs Transneft en Russie. 

## Présentation
Le BPS transporte le pétrole de la région de Timan-Pechora, de la Sibérie occidentale et des régions de l'Oural et de la Volga vers le terminal pétrolier de Primorsk dans la partie orientale du golfe de Finlande.